# Међимурје
Међимурје је географско-историјски појам који означава подручје између ријека Муре и Драве на крајњем сјеверу Хрватске. У административном смислу подручје се највећим дијелом поклапа са Међимурском жупанијом.
Област је највећим дијелом алувијална равница (локални назив Dolnje Međimurje), док је мањим дијелом брежуљкастог карактера (локални назив Gornje Međimurje). Највиша тачка је Цимерманов бријег са 345,03 m н. в, док је равничарски предио 120—150 m изнад нивоа мора.
Током историје Међимурје није увијек било у саставу Хрватске, односно (прије тога) Славоније, него је повремено била у саставу жупаније Зале. Први писани извор који говори о Међимурју је са почетка 13. вијека, када је област била у посједу племићких породица. Породице које су посједовале ову област од 14. вијека па надаље биле су: Лацковићи, Ернушти, Зрински и Фештетићи.